# Jean Jacques Dortous de Mairan

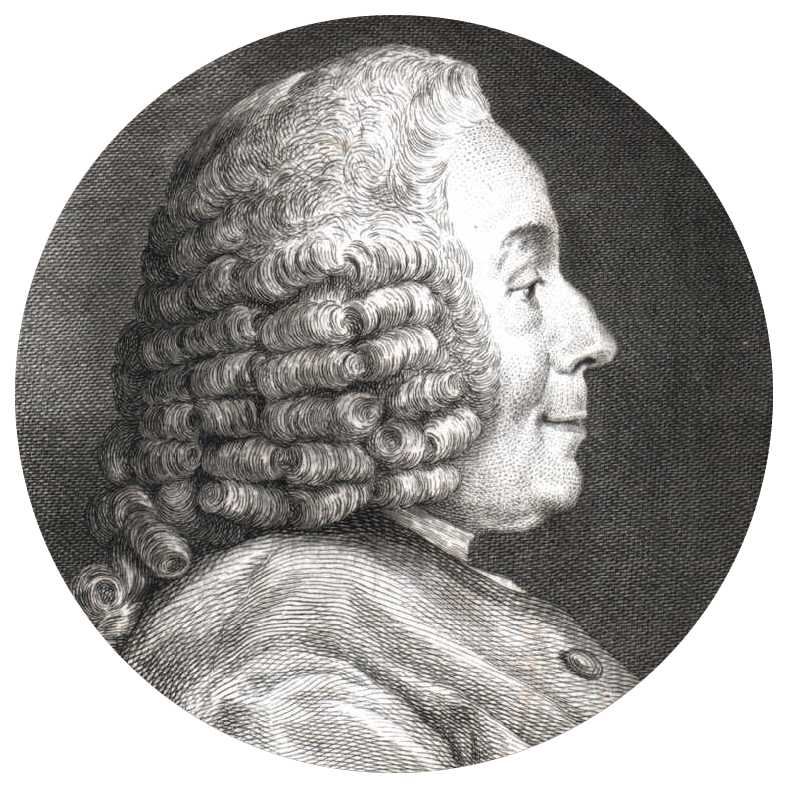
Jean Jacques Dortous de Mairan

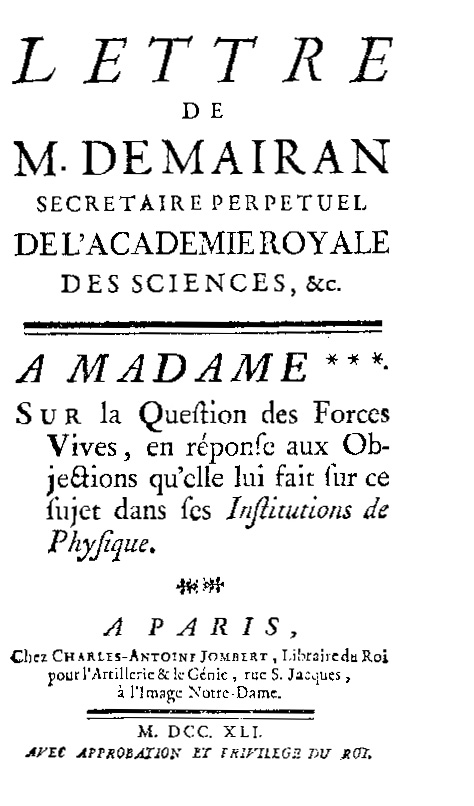
Sur la question des forces vives, 1741

Jean Jacques Dortous de Mairan (Béziers, 26 novembre 1678 – Parigi, 20 febbraio 1771) è stato un astronomo francese, successore di Bernard le Bovier de Fontenelle quale segretario dell'Acadèmie des Sciences di Parigi. Celebri nel Settecento i suoi studi sul ghiaccio e sul fenomeno dell'aurora boreale.

## Biografia
Jean Jacques Dortous de Mairan nasce a Béziers il 26 novembre 1678 in una delle famiglie più antiche della città che fin dal '500 annoverava tra i suoi membri procuratori, avvocati, notai, consiglieri presidiali. Alla morte del padre (1682), avvocato, proprietario di signoria e di feudo nobiliare, è la madre a curarsi della sua educazione. Orfano anche di madre, tra il 1694 e il 1697 segue con profitto gli studi al collegio di Tolosa, acquistando una buona conoscenza delle lingue classiche, in particolare del greco.
Ventenne si reca a Parigi dove soggiorna per quattro anni, dedicandosi allo studio delle matematiche e della fisica, frequenta tra l'altro il Padre Nicolas Malebranche con cui approfondisce lo studio del calcolo infinitesimale. Ritornato a Béziers vi prosegue i suoi studi di fisica. Tra l'autunno del 1713 e l'autunno dell'anno successivo intrattiene un notevole carteggio con Malebranche sulla filosofia di Spinoza.
Vince per tre anni consecutivi il Premio dell'Académie Royale des Sciences di Bordeaux presentando delle memorie sulle variazioni barometriche (1715); sul ghiaccio (1716), sui fosfori e nottiluchi (1717). L'accademia di Bordeaux l'ammette tra i suoi membri. Mairan vi manterrà anche successivamente costanti contatti. Nel 1718 si stabilisce a Parigi, dove il 24 dicembre è ammesso in qualità di associé géomètre all'Accademia francese delle scienze. Nel luglio del 1719 è ricevuto come membro effettivo "pensionnaire géometre" dell'Accademia in sostituzione di Michel Rolle. In questi primi anni all'Accademia sviluppa i princìpi della sua teoria del caldo e del freddo.
Nel corso del 1722 su incarico dell'Accademia visita con Pierre Varignon i principali porti del mar Mediterraneo al fine di individuare un metodo in grado di correggere gi errori commessi nel calcolo del tonnellaggio delle navi per prevenire le frodi mercantili. Nel 1723 in un soggiorno a Béziers, insieme con gli amici Jean Bouillet e Antoine Portalon, con la protezione del cardinale di Fléury, vi fonda un'accademia destinata a diffondere il gusto per le scienze esatte nel Mezzogiorno della Francia.
Nel 1740 accetta per un triennio di prendere il posto di Fontenelle come segretario dell'Académie des sciences. La qualità degli elogi accademici che pronuncia in tale veste, gli apre nello stesso anno le porte dell'Académie française. La sua reputazione internazionale è testimoniata dalla collezione di titoli accademici: è infatti Membro dell'Accademia Imperiale di S. Pietroburgo, delle Società reali di Londra e di Edimburgo, della Società reale di Uppsala, associato dell'Istituto di Bologna e dell'Accademia di Rouen. Stimato da Voltaire che lo considera il suo maestro in questioni di fisica, e lo conosce dall'autunno del 1724, Mairan frequenta con assiduità oltre all'Accademia, la migliore società parigina: Madame Geoffrin, il conte di Caylus, il principe di Conti ne amano la compagnia Dal 1743 è incaricato della direzione del Journal des Savants. Muore a Parigi il 20 febbraio 1771. Il 19 luglio Mme Geoffrin, sua legataria universale, pone in vendita i 3400 volumi della sua biblioteca, che vengono acquistati dal conte Wielhorsky.

## Opere

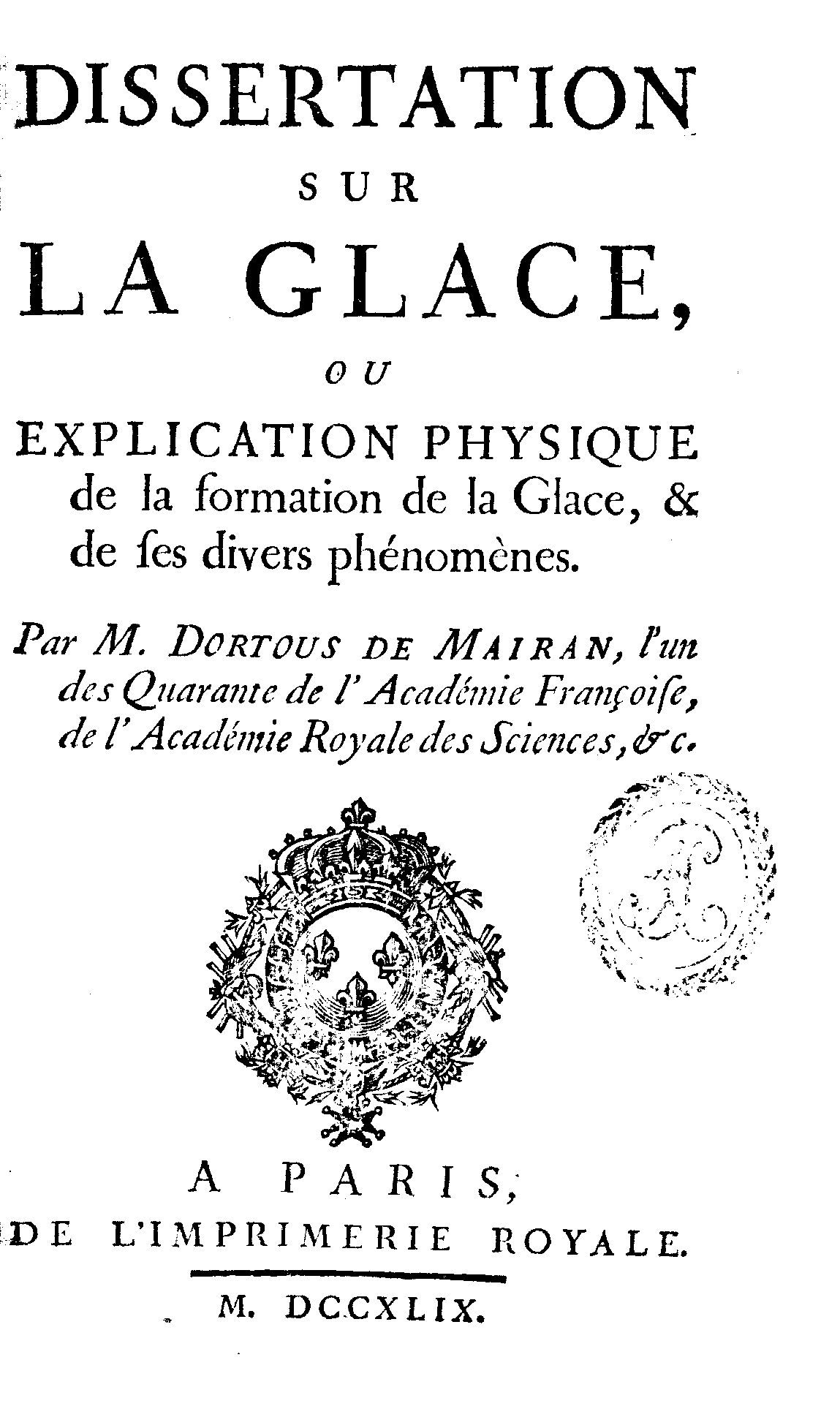
Dissertation sur la glace, ou, Explication physique de la formation de la glace et de ses divers phénomènes, 1749

- Dissertation sur les variations du baromètre, Bordeaux 1715.
- Dissertation sur la glace, Paris 1715, 1717 e Bordeaux 1749.
- Dissertation sur les causes de la lumière des posphores et des noctiluques, Paris 1715 e Bordeaux 1717.
- (FR) Traité physique et historique de l'aurore boréale, A Paris, de l'Imprimerie royale, 1733.
- (FR) Sur la question des forces vives, A Paris, Charles Antoine Jombert, 1741.
- Mémoires sur la cause du froid et du chaud, sur la reflexion des corps, sur la rotation de la Lune, sur les forces motrices, Paris 1741.
- Eloges des Académiciens de l'Ac. royale des sciences, morts dans les années 1741-1742-1743, Paris 1747.
- (FR) Dissertation sur la glace, ou, Explication physique de la formation de la glace et de ses divers phénomènes, A Paris, de l'imprimerie royale, 1749.
- Conjectures sur l'origine de la fable de l'Olympe, en explication et confirmation de ce qu'en a été dit dans l'un des éclaircissemens au Traité physique et historique de l'Aurore boreale in: Mémoires de l'acad roy. des inscript. et belles-lettres (T XXV) 1761.
- Lettres au P. Parrenin contenant diverses questions sur la Chine, Paris 1759; 2ª ediz. rivista, aumentata e corretta, Parigi 1770.
- Nouvelle lettres inedites, Lettres à Bouillet, Béziers, s.d.